# Epiphanes brachionus
Epiphanes brachionus is een raderdiertjessoort uit de familie Epiphanidae. De wetenschappelijke naam van deze soort is voor het eerst geldig gepubliceerd in 1837 door Ehrenberg.